# Rif espagnol

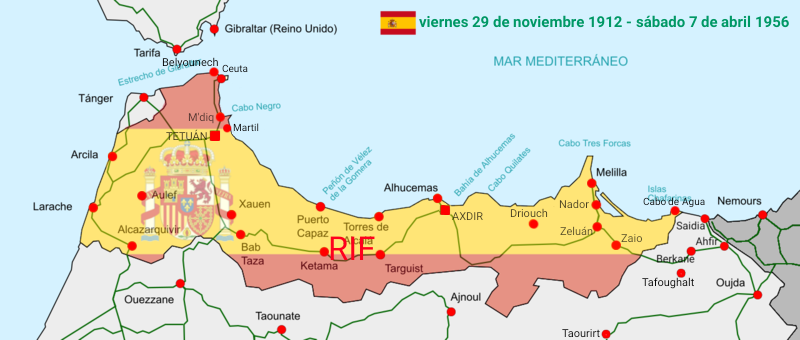
Le Rif espagnol (1912-1956)

Le Rif espagnol est le territoire au nord du Maroc sous protectorat espagnol de 1912 à 1956,.
Le retour à la souveraineté du Maroc sur le Rif fut officiellement reconnu par l'Espagne le 7 avril 1956, soit un mois après le retour à la souveraineté sur le reste du Maroc (protectorat français), le 2 mars 1956.